# Kościół w Bälu
Kościół w Bälu – świątynia należąca do diecezji Visby Kościoła Szwecji. Znajduje się w centralnej części Gotlandii.

## Architektura
Obecna świątynia została zbudowana w pierwszej połowie XIII wieku. Nie był to jednak pierwszy kościół w tym miejscu. Wcześniej znajdował się tutaj kościół z kamienia, którego fragmenty zostały wkomponowane w bryłę istniejącej świątyni pomiędzy prezbiterium a nawą. Najstarszą częścią obecnej świątyni jest prezbiterium. W późniejszym czasie dobudowano nawę i wieżę. Z jakiegoś jednak powodu wieża nigdy nie została ukończona i nie osiągnęła pierwotnie zakładanej wysokości.
Od strony południowej kościół posiada dwa portale: jeden (romański) do prezbiterium, a drugi (główny, większy, gotycki) do nawy. Dodatkowe wejście znajduje się także od strony północnej. Wszystkie okna w świątyni są oryginalne, nigdy nie były powiększane.

## Wnętrze

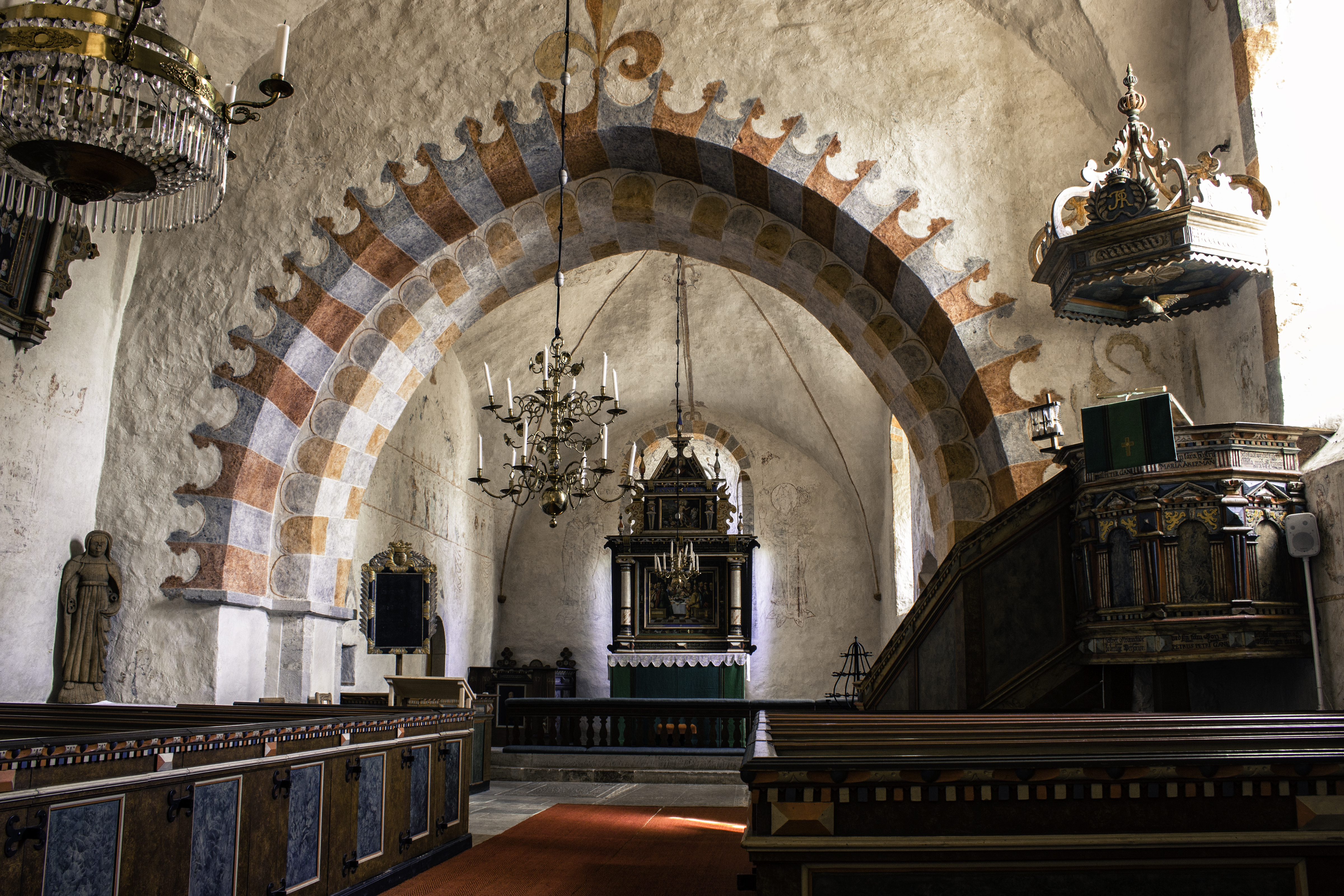
Wnętrze

Wnętrze kościoła zdobią średniowieczne freski, odkryte dopiero na początku XXI wieku. Przedstawiają one różne sceny biblijne, w tym mękę Chrystusa. W kościele znajdują się również elementy wyposażenia z czasów średniowiecza: krzyż triumfalny z końca XIII wieku, chrzcielnica również z XIII wieku czy drewniana rzeźba Maryi. Ołtarz jest barokowy, wykonany w 1664 roku. Widnieje w nim przedstawienie Ostatniej Wieczerzy autorstwa Johana Bartscha. Ambona pochodzi z 1722 roku, a w 1744 roku została pomalowana. Epitafium datowane jest na XVII wiek.
Kościół przeszedł renowację w latach 1965–1966 oraz ponownie na początku XXI wieku.